# David Rinçon
David Rinçon, né le 3 août 1970 à Versailles, est un footballeur français des années 1990. Durant sa carrière, il évolue au poste d'attaquant. Formé au Paris Saint-Germain, il y découvre la première division, mais fait ensuite principalement sa carrière à l'étage inférieur, avec La Berrichonne de Châteauroux, l'USL Dunkerque et le FC Mulhouse.

## Biographie
Né à Versailles le 3 août 1970, David Rinçon évolue avec l'AFC Saint-Cyr lorsqu'il est repéré par René Baule, responsable du centre de formation du Paris Saint-Germain. Il intègre ainsi les rangs du club parisien en 1983, à l'âge de treize ans. Scolarisé au lycée international de Saint-Germain-en-Laye, il poursuit ses études jusqu'en terminale, mais échoue à obtenir son baccalauréat A2. Ses performances dans les équipes de jeunes du PSG lui permettent d'être sélectionné à de multiples reprises dans les équipes de France de jeunes. Il dispute ainsi la Coupe du monde des moins de 16 ans en 1987, au côté notamment d'Emmanuel Petit, et marque un but sur penalty contre l'Australie en match de poule.
David Rinçon fait ses débuts avec l'équipe première parisienne au cours de la saison 1989-1990, et signe alors son premier contrat professionnel. En l'espace de trois saisons sous le maillot parisien, son temps de jeu reste réduit, puisqu'il dispute douze matchs, dont onze en Division 1. En 1992, il quitte finalement son club formateur pour rejoindre La Berrichonne de Châteauroux, en deuxième division. Aligné à vingt-sept reprises en championnat, il y marque ses trois premiers buts chez les professionnels. Cependant, David Rinçon ne reste qu'une saison dans le Berry, et rejoint en 1993 l'USL Dunkerque, avec laquelle il poursuit sa carrière en D2. Dans le Nord, il joue durant quatre saisons et dispute une centaine de rencontres, marquant à vingt-deux reprises. En 1996, il signe au FC Mulhouse, mais son passage en Alsace est perturbé par deux grosses blessures : l'arrachement d'un ligament de la cheville, puis une rupture des ligaments croisés du genou un an plus tard. En 1998, après avoir joué six années de suite en Division 2, David Rinçon découvre le National, le club mulhousien ayant été relégué. Une chute qui se prolonge car, le 26 mai 1999, le FC Mulhouse doit déposer le bilan, abandonner le professionnalisme, et est relégué administrativement en Championnat de France amateur. C'est à ce niveau que David Rinçon évolue ainsi jusqu'en 2003. Il termine sa carrière en évoluant dans plusieurs clubs amateurs alsaciens : le RC Dannemarie de 2003 à 2005, le FC Balschwiller en 2005-2006, et l'AS Mertzen de 2006 à 2008. Installé en Alsace, il y travaille comme commercial pour une société produisant du PVC et de l'aluminium.

## Statistiques
| Saison                | Club                  | Championnat           | Championnat | Championnat | Coupe nationale | Coupe nationale | Coupe de la Ligue | Coupe de la Ligue | Total | Total |
| Saison                | Club                  | Division              | M.          | B.          | M.              | B.              | M.                | B.                | M.    | B.    |
| 1989-1990             | Paris Saint-Germain   | Division 1            | 3           | 0           | 0               | 0               | -                 | -                 | 3     | 0     |
| 1990-1991             | Paris Saint-Germain   | Division 1            | 7           | 0           | 1               | 0               | -                 | -                 | 8     | 0     |
| 1991-1992             | Paris Saint-Germain   | Division 1            | 1           | 0           | 0               | 0               | -                 | -                 | 1     | 0     |
| 1992-1993             | LB Châteauroux        | Division 2            | 27          | 3           | 0               | 0               | -                 | -                 | 27    | 3     |
| 1993-1994             | USL Dunkerque         | Division 2            | 35          | 5           | 0               | 0               | -                 | -                 | 35    | 5     |
| 1994-1995             | USL Dunkerque         | Division 2            | 37          | 8           | 1               | 0               | 3                 | 2                 | 41    | 10    |
| 1995-1996             | USL Dunkerque         | Division 2            | 40          | 6           | 1               | 0               | 1                 | 1                 | 42    | 7     |
| 1996-1997             | FC Mulhouse           | Division 2            | 39          | 13          | 0               | 0               | 1                 | 0                 | 40    | 13    |
| 1997-1998             | FC Mulhouse           | Division 2            | 20          | 5           | 0               | 0               | 0                 | 0                 | 20    | 5     |
| 1998-1999             | FC Mulhouse           | National              | 27          | 6           | 0               | 0               | 1                 | 0                 | 28    | 6     |
| Total sur la carrière | Total sur la carrière | Total sur la carrière | 236         | 46          | 3               | 0               | 6                 | 3                 | 245   | 49    |